# Лыко, Семён Иванович
Семён Иванович Лыко (? — 1621) — князь, был наместником князей Вишневецких в Овруче (1612—1615 гг.), в Лубнах (1620 г.), и подстаростой в Черкассах (1621 г.). Трижды вступал в брак: с Кристиной Коленицкой, Екатериной Каменской (упом. в 1616 г.) и Луцей Федоровной Митьковичивной (из семьи Балыков, упом. в 1618 г.). Его сын Михаил Лыко умер в 1630 году. Состоял в браке с Марушею Святской. Сын Михаила — Матвей Лыко упоминается в 1630 году. После его смерти эта ветвь пресеклась.
Под предводительством лубенского урядника князя Семёна Лыко летом 1612 года была сожжена Белгородская крепость.
Похоронен в Киево-Печерской лавре под 24-м надгробием в 1621 году.